# Copipanolis borealis
Copipanolis borealis är en fjärilsart som beskrevs av Smith 1892. Copipanolis borealis ingår i släktet Copipanolis och familjen nattflyn. Inga underarter finns listade i Catalogue of Life.

## Bildgalleri

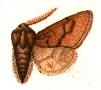